# Paul Regnaud
Paul Regnaud (født 17. april 1838, død 18. november 1910) var en fransk sprogforsker.
Regnaud kom til universitetet i Lyon 1879, hvor han siden 1887 virkede som professor i sanskrit og sammenlignende sprogvidenskab. Hans talrige arbejder omfatter både den indiske litteratur og den almindelige sprogvidenskab (såvel i sproghistorisk som i filosofisk henseende), samt mytologi og religionsvidenskab.
Særlig fortjener at fremhæves: Exposé chronologique et systématique de la doctrine des principales Upanishads (1874—76), La Rhétorique sanscrite (1884), oversættelse af Bhartrihari (Les Stances de Bhartrihari, 1876), af skuespillet "Lervognen" (Le Chariot de terre cuite, 1877), og af Rigveda (bind 1, 1900), Essais de linguistique évolutioniste (1886), Origine et Philosophie du langage (2. udgave 1888), Principes générales de linguistique indo-européenne (1889), Éléments de grammaire comparée du grec et du latin (bind 1—2, 1895—96), Précis de logique évolutioniste (1896), Éléments de grammaire comparée des principaux idiomes germaniques (1898), Le Rigveda et les origines de la mythologie indo-européenne (1892), Les Premiers formes de la religion et de la tradition dans l'Inde et la Grèce (1894).